# 中郷村 (青森県)
中郷村（なかごうむら）は、かつて青森県にあった村。

## 地理
- 河川：高館川

## 沿革
- 1889年（明治22年）4月1日 - 町村制施行により南津軽郡株梗木村、境松村、西馬場尻村、東馬場尻村、黒石村、野木和村、小屋敷村、飛内村、上目内沢村、下目内沢村、東野添村、北田中村が合併し、中郷村が発足。
- 1949年（昭和24年）4月1日 - 大字境松の一部を分割し南津軽郡黒石町に編入。
- 1954年（昭和29年）7月1日 - 南津軽郡黒石町、六郷村、山形村、浅瀬石村と合併し市制施行して黒石市となる。

## 交通

### 鉄道
- 日本国有鉄道
  - 黒石線：黒石駅
- 弘南鉄道
  - 弘南線：弘南黒石駅

## 公共施設
- 中郷中学校
- 中郷小学校
- 中郷郵便局